# Changting (köpinghuvudort i Kina, Heilongjiang Sheng, lat 44,47, long 128,92)
Changting (kinesiska: 长汀, 长汀镇) är en köpinghuvudort i Kina. Den ligger i provinsen Heilongjiang, i den nordöstra delen av landet, omkring 230 kilometer sydost om provinshuvudstaden Harbin. Antalet invånare är 31 215. Befolkningen består av 15 238 kvinnor och 15 977 män. Barn under 15 år utgör 11,0 %, vuxna 15-64 år 78 %, och äldre över 65 år 10,0 %.
Runt Changting är det ganska tätbefolkat, med 56 invånare per kvadratkilometer. Changting är det största samhället i trakten. I omgivningarna runt Changting växer i huvudsak blandskog.
Genomsnittlig årsnederbörd är 962 millimeter. Den regnigaste månaden är juli, med i genomsnitt 194 mm nederbörd, och den torraste är januari, med 7 mm nederbörd.